# Николаева, Олеся Александровна
О́льга (Оле́ся) Алекса́ндровна Никола́ева (род. 6 июня 1955, Москва, СССР) — русская советская и российская поэтесса, прозаик, эссеист. Профессор Литературного института им. Горького, член Союза писателей СССР с 1988 года. Лауреат премии «Поэт» (2006), Патриаршей литературной премии (2012), премии Правительства РФ в области культуры (2014) и премии «Слово» (2024).
Творчество автора отмечено религиозной направленностью. Первым поэтическим сборником стала книга стихов «Сад чудес» (1980), затем Николаева выпустила ряд книг (стихотворных сборников, прозаических произведений, собраний статей и эссе) — некоторые были отмечены различными премиями. Произведения Олеси Николаевой переведены на многие языки мира.

## Биография
Пишет стихи с семи лет, прозу — с пятнадцати, печатается с 1972 года. В 1979 году окончила Литературный институт им. Горького (отделение поэзии; семинар Евгения Винокурова). Первым поэтическим сборником стала книга стихов «Сад чудес» (1980), вышедшая, когда Николаевой было 25 лет. В 1988—1989 годах в Литинституте читала курс лекций «История русской религиозной мысли», с 1989 года ведёт поэтический семинар (является профессором кафедры литературного творчества). В 1998 году была приглашена в Богословский университет святого апостола и евангелиста Иоанна Богослова читать курс «Православие и творчество» и заведовать кафедрой журналистики.
Периодически печатается в журналах, литературных сборниках, альманахах и антологиях, а также в литературных газетах и еженедельниках.
Член Союза писателей СССР с 1988 года (рекомендацию по вступлению Николаевой дали Булат Окуджава, Юрий Левитанский, Н. Вильям-Вильмонт). Член русского ПЕН-центра с 1993 года. В 2000-х годах вела на телеканале «Спас» передачи «Основы православной культуры» и «Прямая речь».
Произведения Олеси Николаевой переведены на многие языки мира. Она представляла русскую поэзию на международных фестивалях и конгрессах во Франции, США, Мексике, Италии, Швейцарии, Кубе, Германии. 
Поддержала военное вторжение России в Украину.

## Критика и особенности творчества
Некоторые особенности поэтики Николаевой: описательность и перечислительность как сюжетно-повествовательный принцип, интерес к «длинным» нерегулярным размерам и даже к жанру стихотворения в прозе («Графоман»), эстетизация многочисленных бытовых деталей и попытка увидеть в них метафизическое начало — отчасти закладываются уже в пору первой книги «Сад чудес» (1980).
В её второй книге стихов «На корабле зимы» (1986) генезис её творчества восходит не только к традициям русской поэзии Серебряного века (ранний Пастернак, Мандельштам), а также фольклору, но и к церковной литургической поэзии". «Поздняя» Николаева отдает предпочтение не классическим метрам, а в основном, — акцентному стиху: дольнику, тактовику, акцентнику.
В 1990 году вышла третья книга стихов Николаевой «Здесь», включившая произведения (стихи и поэмы), написанные в 1987—1989 годы. В том же году вышло первое прозаическое произведение автора «Ключи от мира». По характеристике Владимира Славецкого, "христианская просвещенность, представления об эстетической убедительности православия и церковной жизни, в значительной мере определили своеобразие стиля зрелой Николаевой, причем тематика и поэтика её стихов и прозы 1980 — 1990-х годов связаны с сознательным и деятельным отстаиванием христианских ценностей в обществе; в её творчестве не только естественно растворено религиозное сознание, ему соответствует и внешняя тематика, сюжетика и т. п. Перенапряженность эстетического начала у Николаевой имеет, видимо, то же происхождение, что и эстетизм К. Н. Леонтьева — «противостояние размытой бесформенности секуляризма».
Центральными темами лирических сборников «На корабле зимы», «Здесь», «Amor fati» (1997) являются стремление к религиозно-преображающему и просветлённому восприятию современности, искусы христианского и нехристианского сознания, обусловливающие тип жизненного поведения и отношения к судьбе. Стих Николаевой, порой близкий к ритмической прозе, свободно сочетает разговорную и библейскую лексику. В 2004 году вышел сборник «Испанские письма», за который Николаева была удостоена учрежденной журналом «Новый мир» премии Anthologia.
Что же касается прозы, то, по замечанию Н. Волковой, «манеру повествования Олеси Николаевой часто и уместно сравнивают с Довлатовым и Лесковым. То, что идеологические критики называют „неполиткорректностью“ автора, правильнее назвать „точкой зрения“ искренне пережитой, строго отрефлексированной и стилистически блестяще поданной». В романах «Инвалид детства» (2003) и «Мене, текел, фарес…» (2003) ведется повествование о жизни монахов и церкви; последний получил премию журнала «Знамя» «За лучшую прозу года» в 2003 году. За книгу «Ничего страшного» (2007), в которую вошла одноимённая повесть и роман «Мене, текел, фарес…», Николаева получила премию «Нестора-летописца» в 2008 году; за книгу «Корфу» (2011) получила премию «Просвещение через книгу» по номинации «Художественная литература».
Книга-эссе Олеси Николаевой «Поцелуй Иуды» (2007) посвящена феномену «реабилитации» образа Иуды в массовой культуре. В сборник «500 стихотворений и поэм» (2009) вошли произведения из 17 книг, которые могли бы выйти в свет, но по цензурным или иным соображениям были составлены по-другому, что искажало первоначальный авторский замысел. Сборник награждён Национальной премией «Лучшие книги и издательства» в 2009 году и премией «Книга года» в том же году в номинации «Поэзия». Евгений Евтушенко отмечал, что «после ошеломляющей книги „500 стихотворений и поэм“, выказав духовную мощь и темперамент богатырши, [Николаева] беспрекословно вошла в разряд лучших женщин-поэтов России».
Книга-сборник рассказов «Небесный огонь» и другие рассказы" (2012) продолжает собой тему Промысла Божьего в жизни человека, начатую книгой архимандрита Тихона (Шевкунова) «Несвятые святые» и другие рассказы", ставшей открытием в литературной жизни 2011 года и абсолютным бестселлером в жанре художественной литературы 2012 года. Архимандрит Тихон назвал писательницу «первопроходцем русской православной прозы».
Ирина Роднянская назвала эстетику Олеси Николаевой «эстетикой средневекового „реализма“, где всякое жизненное обстоятельство места и времени высвечено, по законам обратной перспективы, лучом „оттуда“, где всякое фактичное „здесь“ обеспечено значимым „там“, где все тутошние узлы развязываются в загробное утро вечности».

## Личная жизнь
Родилась в Москве в семье писателя-фронтовика Александра Николаева. По материнской линии у неё в роду были донские казаки. Муж — протоиерей Владимир Вигилянский; трое детей. Брат — режиссёр Дмитрий Николаев.

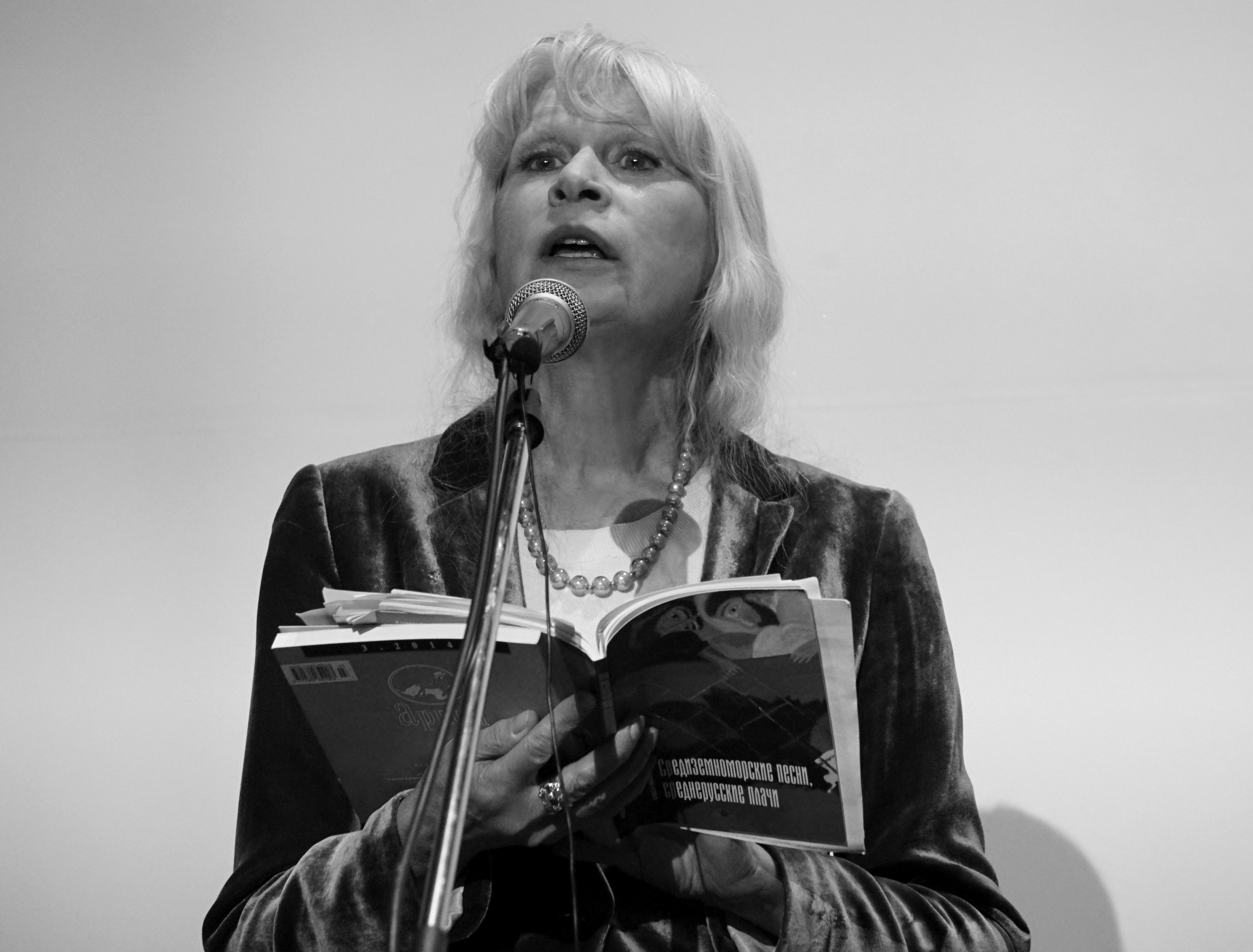
_{Олеся Николаева выступает с чтением стихов на завершающем вечере журнала поэзии «Арион» в Доме русского зарубежья, 16 апреля 2019 года.}

## Признание и награды
- Медаль города Гренобль (Франция, 1990)
- Пушкинская премия-стипендия Альфреда Топфера (1998)
- Премия имени Бориса Пастернака (2002)
- «За лучшую прозу года» журнала «Знамя» (2003)
- «Antologia» — «за высшие достижения современной русской поэзии» (2004)
- Диплом «Московский счёт» (2004)
- Российская национальная премии «Поэт» (2006)
- Премия «Нестора-летописца» за книгу «Ничего страшного» (2008)
- «Лучшая поэтическая книга года» (XXII ММКВЯ, 2009)
- «Лучшая книга года» (РГБ, 2009)
- Премия журнала «Новый мир» «За лучшую стихотворную подборку года» (2010)
- Премия кинофестиваля «Лучезарный ангел» «За лучший сценарий художественного фильма» (2010)
- Орден «Культурное наследие» Международной федерации русскоязычных писателей (2011)
- Патриаршая литературная премия (2012)[21]
- Премия Правительства РФ в области культуры (2014)
- Премия журнала поэзии «Арион» (2019)
- Премия «Слово» (2024)

Конфессиональные награды: Русской Православной Церкви;
- Орден Святой равноапостольной княгини Ольги I степени, за актуальную просветительскую деятельность (2010)

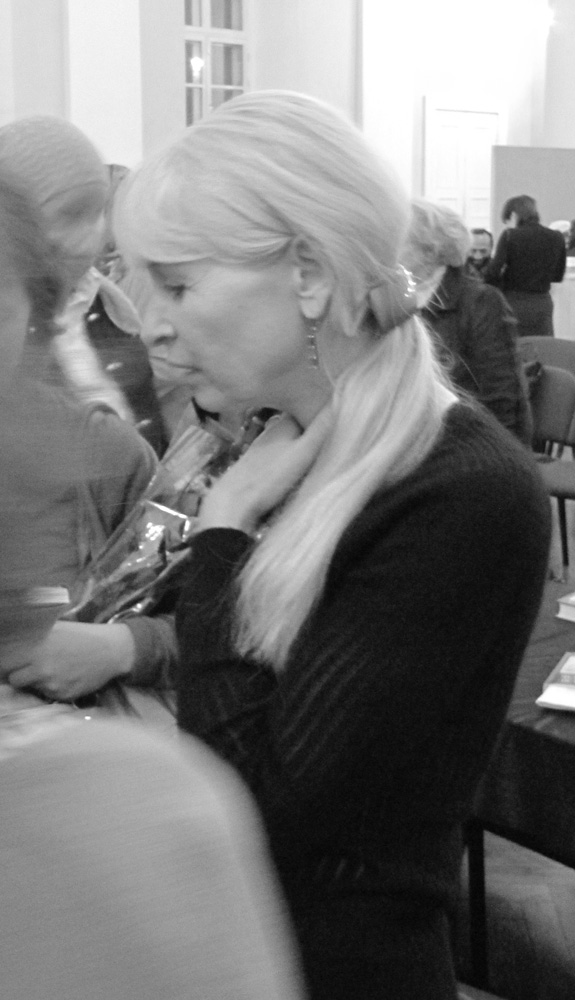
_{Олеся Николаева на презентации книги «Чудесные истории», Храм Мученицы Татианы при МГУ, 28 октября 2011 года}

- Орден Святой равноапостольной княгини Ольги II степени, во внимание к вкладу в духовно-нравственное просвещение и в связи с юбилеем (2025)

### Поэзия
- «Сад чудес» («Советский писатель», Москва, 1980)
- «На корабле зимы» («Советский писатель», Москва, 1986)
- «Смоковница» («Мерани», Тбилиси, 1989)
- «Здесь» («Советский писатель», Москва, 1990)
- «Rien d’autre que la vie» («Clemance Hiver», Paris, 1991)
- «Апология человека» («Издательство Подворья Троице-Сергиевой Лавры», Москва, 2004)
- «AMOR FATI» («Ина-пресс», Санкт-Петербург, 1997)
- «Испанские письма» («Материк», Москва, 2004)
- «Шестнадцать стихотворений и поэма. В честь присуждения Российской национальной премии „Поэт“» («Время», Москва, 2006)
- «200 лошадей небесных» («Мир энциклопедий Аванта+», «Астрель», Москва, 2008)
- «500 стихотворений и поэм» («Арт Хаус медиа», Москва, 2008)
- «До небесного Ерусалима» («Издательская группа Лениздат», СПб, 2013)
- «Герой» («Время», Москва, 2013)

### Художественная проза
- «Ключи от мира» («Московский рабочий», Москва, 1990)
- «L’infirme de naissance» («Gallimard», Paris, 1993)
- «Мене, текел, фарес» («Эксмо», Москва, 2003)
- «Ничего страшного» («Издательский совет Русской Православной Церкви», Москва, 2007)
- «Тутти» («АСТ», «Астрель», Москва, 2009)
- «Пленный херувим» («Издательство храма святой мученицы Татианы при МГУ», Москва, 2010)
- «Кукс из рода серафимов» («Издательство храма святой мученицы Татианы при МГУ», Москва, 2010)
- «Корфу» («Издательство храма святой мученицы Татианы при МГУ», Москва, 2010)
- «Инвалид детства» («Издательство храма святой мученицы Татианы при МГУ», Москва, 2011)
- «Чудесные истории» («Издательство храма святой мученицы Татианы при МГУ», Москва, 2011)
- «Небесный огонь» и другие рассказы. — М.: Изд-во Сретенского монастыря, 2012. — 496 с. — 5000 экз.
- «Небесный огонь» и другие рассказы («Родное слово», Симферополь, 2012)
- «Мене, текел, фарес…», роман («Вече, Лепта», Москва, 2012)
- «Инвалид детства», роман («Вече, Лепта», Москва, 2012)
- «Больно и светло», проза («Вече, Лепта», Москва, 2012)
- «Любовные доказательства», рассказы («Вече, Лепта», Москва, 2012)
- «Исполнения желаний», рассказы («Вече, Лепта», Москва, 2012)
- «Бог дал — Бог взял», проза («Издательство Борисова», Воронеж, 2013)
- «Меценат», роман («Издательство Сретенского Монастыря», Москва, 2013)
- «Мастер-класс», роман («Издательство Сретенского Монастыря», Москва, 2014)
- Грузинская рапсодия. — М.: Изд-во Сретенского монастыря, 2016. — 192 с. — 5000 экз. — ISBN 978-5-7533-1095-8.
- «Себе назло. Женские портреты в прозе», сборник рассказов («Никея», Москва, 2017)
- «Господи, что с нами будет?» и другие рассказы. — М.: Изд-во Сретенского монастыря, 2017. — 704 с. — ISBN 978-5-7533-1318-8.
- «Двойное дно», сборник рассказов («Вече», Москва, 2017)

### Эссе
- «Современная культура и Православие» («Издательство Подворья Троице-Сергиевой Лавры», Москва, 1999)
- «Современная культура и Православие» («Фондация Покров Богородичен», София, 2000)
- «Православие и свобода» («Издательство Подворья Троице-Сергиевой Лавры», Москва, 2002)
- «Поцелуй Иуды» («Издательство Сретенского монастыря», 2008)
- «Православие и творчество», сборник статей («Никея», Москва, 2012)
- «Прямая речь. О вере и Церкви», сборник статей («Издательство Данилова монастыря», Москва, 2015)